# Караагаш (Аягозький район)
Караага́ш (каз. Қараағаш) — село у складі Аягозького району Абайської області Казахстану. Адміністративний центр Карагаського сільського округу.
Населення — 505 осіб (2021; 873 у 2009, 870 у 1999, 1059 у 1989).
Національний склад станом на 1989 рік:
- казахи — 100 %

Станом на 1989 рік село називалось Карагаш.